# Cleora rostrata
Cleora rostrata là một loài bướm đêm trong họ Geometridae.